# Joseph Parker
Joseph Dennis Parker (Auckland, 9 gennaio 1992) è un pugile neozelandese di origini samoane.
Con una carriera di pugilato amatoriale di successo, ha partecipato ai XIX Giochi del Commonwealth e ottenuto numerosi riconoscimenti in competizioni internazionali. Nel 2012 è passato tra i professionisti, inanellando una striscia di ventuno vittorie consecutive prima di diventare campione del mondo dei pesi massimi nel dicembre 2016 quando ha conquistato la corona vacante WBO contro Andy Ruiz Jr. Con tale successo è divenuto il primo pugile proveniente dalle Isole del Pacifico a vincere un titolo mondiale di boxe.

## Biografia
Joseph Parker nasce ad Auckland, in Nuova Zelanda, il 9 gennaio 1992, primo dei tre figli di Dempsey e Sala Parker: il padre è neozelandese, mentre la madre ha origini samoane, precisamente dal villaggio di Faleula, situato nell'isola di Upolu. È battezzato nella Chiesa mormone e cresce nel sobborgo di Māngere. Ha una sorella maggiore, Elizabeth e un fratello più giovane, John, anch'egli pugile professionista.
L'avvicinamento al mondo del pugilato avviene all'età di undici anni e Parker praticherà questo sport sin dalla scuola media.

## Carriera

### Professionista
Sotto la tutela di Bob Jones, Parker compie il suo debutto da professionista il 5 luglio 2012, all'età di vent'anni, quando sconfigge il connazionale Dean Garmonsway per KO tecnico al secondo round.
Il 10 dicembre 2016 conquista il titolo WBO dei pesi massimi, lasciato vacante da Tyson Fury. Al termine di un match molto combattuto, seppur poco spettacolare, contro il messicano Andy Ruiz Jr., Parker viene dichiarato vincitore con un verdetto non unanime da parte dei giudici (115-113, 115-113, 114-114). Il 31 marzo  2018 mette in palio il suo titolo WBO contro il campione del mondo IBF e WBA (Super) Anthony Joshua al Millennium Stadium di Cardiff. L'incontro, molto tattico e con pochi colpi pesanti, lo vede subire una netta sconfitta ai punti, la prima della sua carriera professionistica.
Torna competitivo nel 2024 battendo ai punti un inconsistente Deontay Wilder. Contro il gigante cinese Zhang subisce due atterramenti ma i giudici gli attribuiscono ancora la vittoria ai punti.